# 后进角猛水蚤
后进角猛水蚤（学名：Cletocamptus retrogressus）为短角猛水蚤科角猛水蚤属的动物。分布于俄罗斯、伊朗、德国、法国、意大利、罗马尼亚、匈牙利、阿尔及利亚、突尼斯、埃及以及中国大陆的青海等地，多见于沿岸带以及海水及咸淡水中。